# 75
75 је била проста година.

## Догађаји
- Источна Сирија је претворена у римску провинцију.
- Долазак јеврејске краљице Беренике у Рим. Ирод Агрипа постаје претор.
- Цар Веспазијан и његов син Тит Цезар Веспазијан постају римски конзули.
- Храм мира, познат и као Веспазијанов форум, изграђен је у Риму. Храм слави освајање Јерусалима (70. године нове ере) и у њему се налази Менора из Иродовог храма.
- Веспазијан утврђује Армази (Грузија) за иберског краља Митридата I.
- Алани упадају на римску границу у Јерменији.
- Секст Јулије Фронтин постаје гувернер Британије и има своје седиште у Иска Августа (Велс).
- Фронтин почиње своје освајање Велса; Легија II Аугуста се премешта на границу реке Уск.